# Divisão territorial e administrativa do município de São Paulo
A divisão territorial e administrativa do município de São Paulo é feita oficialmente de duas formas: uma administrativa e outra geográfica. Outras subdivisões não oficiais são ainda adotadas por empresas privadas, ONGs e órgãos variados.

## Subdivisões geográficas
A prefeitura municipal de São Paulo reconhece dez zonas geográficas, utilizadas para referência de localização no município. Essas zonas foram estabelecidas dividindo o município radialmente a partir do centro e cada uma delas é representada por uma cor diferente, nos ônibus urbanos e na cor das placas de rua, que começaram a adotar essas cores a partir de 2007. Deve-se notar, contudo, que o único critério usado para essa divisão são os limites geográficos (avenidas, rios, etc.) , não tendo relação alguma com as divisões administrativas. Pode acontecer, inclusive, de um mesmo distrito estar parte em uma zona, parte em outra. Essas zonas são as seguintes:
- Centro Histórico - representado pela cor branca. Compreende os distritos da Sé e da República, formados em grande parte por ruas pedonais. As ruas em que o tráfego de veículos é permitido estão sujeitas ao rodízio municipal. Deve-se notar que as placas de rua desta região são inteiramente brancas, não apenas o listel que ocupa a parte inferior. Nas demais zonas, somente o listel muda de cor, as placas são todas azuis.

| Subdivisões do município de São Paulo |              |        |
| Localização                           | População    | Área   |
| Zona                                  | est. de 2008 | em km² |
| Central'                              | 328.597      | 31     |
| Centro-Sul                            | 715.910      | 74     |
| Leste 1                               | 1.212.099    | 140    |
| Leste 2                               | 1.342.924    | 68,8   |
| Norte                                 | 1.181.582    | 152    |
| Noroeste                              | 1.007.691    | 144    |
| Oeste                                 | 872.817      | 128    |
| Sudeste                               | 1.494.770    | 128    |
| Sul                                   | 2.346.913    | 607    |
| São Paulo                             | 10.940.311   | 1509   |
| Fonte:                                |              |        |

- Área 9 (Centro Expandido) - representado pela cor cinza. Forma um anel ao redor do centro histórico e é delimitado pelas seguintes avenidas: Marginal Tietê, Marginal Pinheiros, dos Bandeirantes, Afonso D'Escragnole Taunay, Presidente Tancredo Neves, das Juntas Provisórias, avenida Professor Luis Inácio de Anhaia Melo e avenida Salim Farah Maluf, além do Complexo Viário Maria Maluf. Assim como o Centro Histórico, suas ruas estão sujeitas ao rodízio municipal. Nesta área está concentrada a maioria dos serviços e equipamentos culturais do município.
- Área 1 (Noroeste) - representada pela cor verde clara. É a área compreendida entre a Avenida Inajar de Souza, a Marginal Tietê e o limite com os municípios de Santana de Parnaíba, Caieiras, Cajamar e Osasco. Nesta região estão localizados distritos como: Pirituba, Freguesia do Ó, Brasilândia, Perus e Jaraguá. Neste último encontra-se o ponto mais alto do município: o Pico do Jaraguá.
- Área 2 (Norte) - representada pela cor azul escura. É a área compreendida entre a Avenida Inajar de Souza, a Marginal Tietê e o limite com os municípios de Caieiras, Mairiporã e Guarulhos. Alguns pontos importantes desta região são a Rodoviária do Tietê, o Horto Florestal, o Sambódromo do Anhembi, o Parque Anhembi, a Serra da Cantareira e distritos como: Santana, Tucuruvi, Casa Verde e Vila Maria.
- Área 3 (Nordeste) - representada pela cor amarela. É a área compreendida entre a Marginal Tietê, a Radial Leste, a Avenida Salim Farah Maluf e os limites com os municípios de Guarulhos, Ferraz de Vasconcelos e Itaquaquecetuba. Nesta região está localizada a USP Leste, além de distritos como Penha, Cangaíba, Ermelino Matarazzo e São Miguel Paulista.
- Área 4 (Leste) - representada pela cor vermelha. É a área compreendida entre a Radial Leste, as avenidas Salim Farah Maluf, Sapopemba, Barreira Grande, Mateo Bei, Adélia Chohfi e o limite com os municípios de Ferraz de Vasconcelos e Mauá. Nesta região está localizado o Parque do Carmo, além de distritos como Vila Formosa, Tatuapé, Itaquera e Cidade Tiradentes.

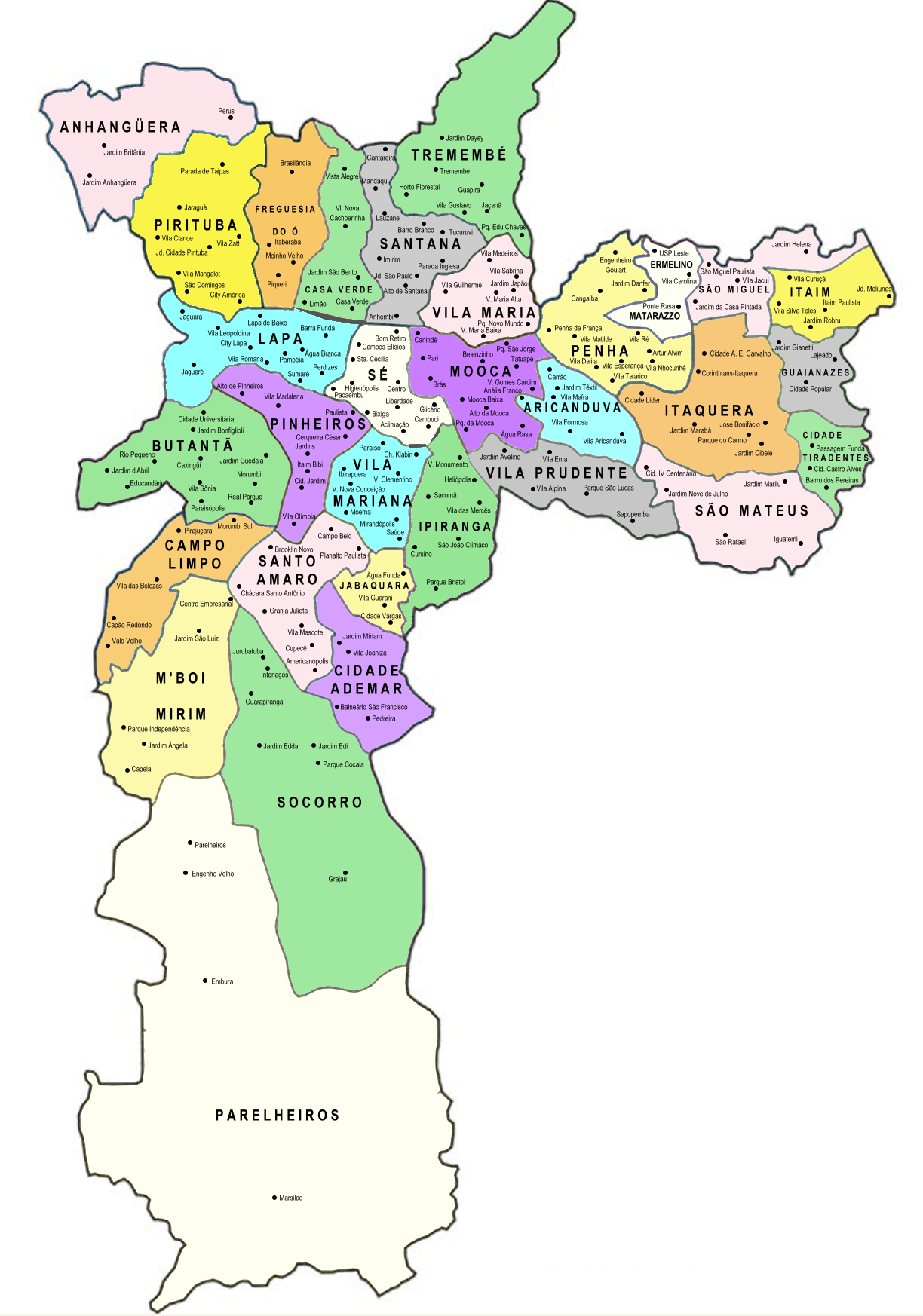
Veja a lista de subprefeituras do município de São Paulo.

- Área 5 (Sudeste) - representada pela cor verde escura. É a área compreendida entre as avenidas Adélia Chohfi, Mateo Bei, Barreira Grande, Sapopemba, Salim Farah Maluf, Professor Luís Inácio de Anhaia Melo, o Complexo Viário Maria Maluf, as Avenidas Presidente Tancredo Neves, Juntas Provisórias, a Rodovia dos Imigrantes e o limite com os municípios de Diadema, São Bernardo do Campo, São Caetano do Sul e Santo André. Nesta região estão localizados o Jardim Zoológico, o Jardim Botânico e o Parque do Estado.
- Área 6 (Sul) - representada pela cor azul clara. É a área compreendida entre a Rodovia dos Imigrantes, as avenidas dos Bandeirantes, Afonso D'Escragnole Taunay, Santo Amaro, Adolfo Pinheiro, Padre José Maria, a Represa de Guarapiranga e o limite com os municípios de Diadema, São Bernardo do Campo, Itanhaém, São Vicente, Embu Guaçu e Juquitiba. É a zona de maior área do município, sendo em boa parte rural, e em seus limites estão localizados o Autódromo de Interlagos, o Aeroporto de Congonhas e distritos como Santo Amaro, Campo Belo, Jabaquara, Grajaú e Marsilac.
- Área 7 (Sudoeste) - representada pela cor grená (vinho). É a área compreendida entre a Marginal Pinheiros, as Avenidas dos Bandeirantes, Santo Amaro, Adolfo Pinheiro e Padre José Maria, a Represa de Guarapiranga, a Estrada do Campo Limpo, a Avenida Carlos Caldeira Filho e o limite com o município de Itapecerica da Serra. Nesta região está localizado o Centro Empresarial Nações Unidas e região da Avenida Engenheiro Luís Carlos Berrini, além de distritos como Capão Redondo e Jardim Ângela.
- Área 8 (Oeste) - representada pela cor laranja. É a área compreendida entre a Marginal Pinheiros, a Estrada do Campo Limpo, a Avenida Carlos Caldeira Filho e o limite com os municípios de Osasco, Cotia e Taboão da Serra. Nesta região estão localizados o Jóquei Clube e a Cidade Universitária, além de distritos como Morumbi, Campo Limpo, Vila Sônia e Butantã.

## Divisão administrativa
Administrativamente, o município de São Paulo é dividido em 32 subprefeituras que administram os 96 distritos no município. Os distritos estão oficialmente agrupados em nove regiões (ou "zonas"), levando em conta a posição geográfica e história de ocupação. Essas regiões (ou "zonas") são apenas utilizadas em órgãos técnicos e do governo, não sendo identificadas por qualquer comunicação visual no município.

## Outras subdivisões

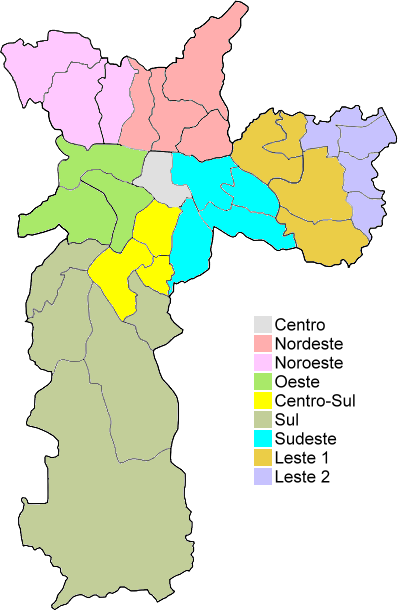
Zoneamento administrativo oficial de São Paulo.

Até 1986, o município de São Paulo era dividido em distritos e subdistritos, conforme legislação estadual: São Miguel Paulista (denominado no passado Baquirivu; criado em 1891), Santana (1898, transformado em subdistrito), Itaquera (1920), Casa Verde (1928), Guaianases (denominado anteriormente Lajeado; 1929), Perus (1934), Parelheiros (1944), Jaraguá (1948), Ermelino Matarazzo (1958), Itaim Paulista (1980), Sapopemba (1985) e São Mateus (1985). Depois surgiram Capão Redondo (1998) e Jardim São Luís (2002).
Os subdistritos originários dos séculos XVIII e de 1900 a 1950 foram acrescentados os subdistritos de Butantã, Osasco (emancipado como município em 1962), Vila Mariana, Lapa, Liberdade, Consolação, Bom Retiro, Mooca, Bela Vista, Ipiranga, Perdizes, Jardim América, Saúde, Tucuruvi (ex-Tremembé), Indianópolis, Sé, Santa Cecília, Belém, Pari, Brás, Cambuci, Vila Prudente, Tatuapé, Jardim Paulista, Santo Amaro (município de 1832 a 1935), Ibirapuera (antigo distrito policial do Brooklin, no extinto município de Santo Amaro), Pirituba, Capela do Socorro, Alto da Mooca, Cerqueira César, Barra Funda, Vila Maria, Aclimação, Vila Matilde, Vila Madalena e Mandaqui.
Finalmente, em 1964, haviam sido criados os subdistritos de Brasilândia, Cachoeirinha, Cangaíba, Jabaquara, Jaguara, Limão, Pinheiros, Vila Formosa, Vila Guilherme.
Essa subdivisão, baseada na Lei estadual n°. 8.092 de 28 de fevereiro de 1964, dividia o município no distrito de São Paulo, composto de 48 subdistritos, e mais oito distritos que por sua vez não possuíam subdistritos. A Lei estadual nº. 4.954 de 27 de dezembro de 1985 criou mais dois distritos, Sapopemba e São Mateus.
Em 1991 a divisão municipal foi redefinida pela Lei municipal nº. 10.932 de 15 de janeiro de 1991. Tal lei foi revogada no ano seguinte pela Lei municipal nº. 11.220 de 20 de maio de 1992, que permanece em vigor até os dias atuais, estabelecendo a à atual divisão municipal em 96 distritos e extinguindo os subdistritos. A divisão distrital ainda é seguida no critério das delimitações dos ofícios de registro civil (cartórios), divisão das zonas eleitorais e na organização dos Censos Demográficos.
Muitas repartições e órgãos públicos (delegacias de polícia, zonas eleitorais, fóruns distritais, por exemplo), além das empresas prestadoras ou concessionárias de serviços, como os correios, as centrais telefônicas no município de São Paulo e a Companhia de Engenharia de Tráfego (CET), têm, contudo, subdivisões próprias que se sobrepõem às divisões oficiais existentes no município.
Os limites usados na referência cotidiana, no entanto, nem sempre coincidem com os limites territoriais oficiais, uma vez que os limites entre os distritos nem sempre respeitam a contiguidade física - delimitada por rios e grandes avenidas. Há casos como os bairros Alto da Mooca e Jardim Anália Franco, ambos na zona sudeste, geograficamente contíguos respectivamente à Mooca e ao Tatuapé, mas oficialmente parte dos distritos de Água Rasa e Vila Formosa. E há também casos de bairros cujo território está dividido entre dois distritos, como o Brooklin, dividido entre Campo Belo e Itaim Bibi e o Sumaré, dividido entre Pinheiros e Perdizes.
Até 2002, o município estava sub-administrado em administrações regionais, que tinham como função representar o poder municipal na área geográfica sob sua jurisdição. Entre suas atribuições se encontrava a fiscalização, notadamente em relação ao uso e à ocupação do solo (obras e edificações residenciais, instalações de comércio e de serviços de pequeno porte), bem como, em relação à limpeza pública, a varrição de ruas, a conservação de jardins e de áreas verdes, pequenas obras de manutenção, logradouros, a administração das usinas de asfalto e o gerenciamento dos veículos e máquinas da prefeitura. A partir da gestão Marta Suplicy (2001-2004), foram implantadas as subprefeituras, que propõem maior autonomia financeira à gestão local. As antigas administrações regionais coincidiam em grande parte com a jurisdição das atuais Subprefeituras, embora tenham  e de havido algumas alterações de distritos e de limites.